# مارکوس دارسی
مارکوس دارسی (انگلیسی: Marcus D'Arcy) یک تدوین‌گر اهل استرالیا است.
از فیلم‌ها یا مجموعه‌های تلویزیونی که وی در آن‌ها نقش داشته است می‌توان به بیب، من، فرانکنشتاین، آدبال و آناکونداها: شکار ارکیده خونین اشاره نمود.